# Frauenburg bei Eisenach
Die Frauenburg bei Eisenach ist eine abgegangene heute durch Überbauung nicht mehr präzise lokalisierbare mittelalterliche Höhenburganlage. Die Bedeutung des Namens „Frauenburg“ erklärte man stets als Burg oder Befestigung vor dem Marien- oder Frauentor der Stadtbefestigung.

## Geschichte
Im Thüringisch-Hessischen Erbfolgekrieg (1247–1263) entstand ein Ring von Belagerungs- und Befestigungsanlagen um die Wartburg. Diese sollen nach dem Eisenacher Chronisten Johannes Rothe  von den Bürgern der Stadt Eisenach und den angreifenden hessischen und braunschweigischen Truppen angelegt worden sein. Im Januar 1261 begann Landgraf Heinrich der Erlauchte von seinem Stützpunkt auf der Wartburg und mit herbeigeführten Truppen, die gegen ihn errichteten Belagerungsburgen Metilstein, Eisenacher Burg und auch die Stadt Eisenach selbst zu stürmen. Er eroberte und zerstörte nach und nach alle feindlichen Stellungen.
Die Anlage wurde im Wettiner Hauskrieg dann noch einmal, 1306, von den rebellierenden Eisenachern und deren Verbündeten gegen die Wartburg neu errichtet, in den folgenden Kämpfen mehrfach attackiert und mit der Niederlage der Eisenacher 1308 aufgegeben.

## Bauliches
Die Frauenburg wurde als eine durch Halsgraben, Palisadenzäune und Wälle gesicherte Befestigung geschildert.  Für den nicht exakt einzugrenzenden Standort werden zwei gleichermaßen wahrscheinliche Orte genannt:  Der Gipfel des Hainstein und ein im 19. Jahrhundert überformter Felsvorsprung nahe dem heutigen Reuter-Wagner-Museum über den Hainteichen. Für den ersten Platz spricht die exponierte Lage und die unmittelbare Nähe zum Burgweg, dem Hauptzugang zur Wartburg. Der zweite Platz befindet sich unmittelbar über dem Haintalsborn und den dort befindlichen Teichen; somit konnte die Wasserversorgung der belagerten Wartburg deutlich erschwert werden.